# Вацлав з Шамотул
Вацлав з Шамотул, Шамотульчик, Шамотульський (пол. Wacław z Szamotuł, 1526 або 1529, Шамотули — 1567 або 1568, Вільна) — польський поет, композитор, представник східноєвропейського Відродження.

## Біографія
Шамотули — це невелике містечко неподалік від Познані. Навчався в Академії Любранського у Познані і в краківському Ягеллонському університеті. Вацлав був учнем відомого польського теоретика, педагога і композитора Себастьяна з Фельштина. Взагалі, Шамотульський був відомий як справжня людина епохи Відродження, тому що знав також такі різноманітні науки, як право, математику і філософію, зокрема арістотелеву. Крім того, що Вацлав складав музику, він прославився ще і як поет і співак.
Талант і багатосторонність Вацлава дозволили йому вже в досить юному віці — в 1547 або 1548 році — стати придворним співаком і композитором короля Сигізмунда Августа. Тим не менш, він не був зобов'язаний навчати молодих співаків, ймовірно, внаслідок труднощів з голосом. У 1555 Вацлав залишає Краків, отримавши звання «королівського композитора».
З 1555 року працював у Радзивілла Чорного.
Але геніальна обдарованість майстра не змогла реалізуватися повною мірою. Його блискуча творча діяльність не тривала довго — він помер молодим.

## Творчість
Один з найбільш знаменитих польських композиторів епохи Відродження. Незважаючи на коротке життя, Вацлав з Шамотул по праву вважається першим з польських композиторів, хто отримав широке визнання не тільки на батьківщині, але і за кордоном. У його творах, як світських, так і духовних, відзначають ліричну спрямованість змісту і тонкість колориту. Вацлава відрізняла висока поліфонічна майстерність, а мелодика його творів була близька народно-пісенному складу.
Серед творів Вацлава з Шамотул виділяються мотети написані з широким використанням імітаційної техніки, вони відрізняються тонким почуттям гармонійного стилю, насичені живим, емоційним змістом, типовим для світської лірики гуманістів. Вацлав з Шамотул писав головним чином на латинські тексти; в період близькості до кальвіністів — на польські. Більшість творів Вацлава з Шамотул була написана для хору a capella.
Його мотети «In te Domine speravi» і «Ego sum pastor bonus» були першими польськими музичними композиціями, опублікованими за кордоном.

### Твори
Мотети латинські:
- In te Domine speravi, опублікований в Нюрнберзі (1554) — перший твір польського композитора, виданий за кордоном Польщі
- Ego sum pastor bonus, опублікований в Нюрнберзі (1564)
- Nunc scio vere — зберігся в рукописі органної транскрипції у т. зв. табулатурі «Замок»  близько 1590

Пісні польські (ймовірно, всі 1550):
- Christe, qui lux es et dies, по-польськи (Христе, дню нашої світлості, слова Микола Рей)
- Modlitwa, коли dziatki spać idą (Молитва, коли діти йдуть спати, вечірня пісня, слова Анджей Тшецескі
- Pieśń o narodzeniu Pańskim (Пісня про народження боже..., слова Якуб з Ільжи пол. Jakub z Iłży?)
- Powszednia spowiedź (Остання сповідь (Ах, Добродію мій небесний), слова Анджей Тшецескі)

псалми у польському перекладі:
- Błogosławiony człowiek (Благословенний чоловік, Псалом 1.  у перекладі Анджея Тшецескі)
- I któż będzie przemieszkiwał (Domine, quis habitabit, Псалом 14.  у перекладі Анджея Тшэцескі)
- Nakłoń, Panie, ku mnie ucho Twoje (Inclina, Domine, aurem Tuam, Psalm 86. (85.) в перекладі Миколи Рея)
- Alleluia, chwalcie Pana (Laudate Dominum omnes gentes, Псалом 117. (116.) )

Він також є автором таких творів: Dekalog mniejszy, Dekalog więtszy, Pieśń a prośba człowieka krześcijańskiego.
Крім того, відомо, що він склав 8-голосні Mszę, Lamentacje i pasję та ряд інших творів латинською мовою.

## Творчий доробок
Він помер рано, і тільки деякі з його праць збереглися. За словами Шимона Старавольського, який написав першу коротку біографію Вацлава, «якби бог дозволив йому прожити довше, поляки не мали б потреби заздрити італійцям їх Палестрину, П'єтро Лапі і Віадану».
Музичні твори Вацлава з Шамотул були видані за його життя в Кракові, Нюрнберзі та Кенігсберзі. Більшість з них втрачено. Збереглися і були перевидані 4-голосні мотети, 7 4-голосних пісень, 4 - і 6-голосні служби. З його поетичних творів збереглися 3 латинських вірші.